# Lloyd Tilghman
Lloyd Tilghman (18 januari 1816 – 16 mei 1863) was ingenieur en militair. Tijdens de Amerikaanse Burgeroorlog diende hij in het Confederate States Army.
Hij kreeg de opdracht van de Zuidelijke regering om twee forten te bouwen om de Tennessee en Cumberland te beschermen en verdedigen. In februari 1862 moest hij buigen voor de overmacht van de Noordelijken onder brigadegeneraal Ulysses S. Grant en Fort Henry opgeven. Na zijn vrijlating voerde hij een brigade aan tijdens de Vicksburgveldtocht. Hij overleed tijdens de Slag bij Champion Hill.

## Vroege jaren

Wapenschild van Lloyd Tilghman

Tilghman werd geboren op 18 januari 1816 in "Rich Neck Manor" in Claiborne, Maryland.  Over zijn jeugd is niets gekend. De vroegste verwijzing naar Tilghman is zijn toelating tot de United States Military Academy in West Point. Hij studeerde af in 1836. Hij werd benoemd tot gebrevetteerde tweede luitenant in de 1st U.S. Dragoons. Na drie maanden nam hij ontslag uit het leger. Hij vond werk als bouwkundig ingenieur bij enkele spoorwegmaatschappijen in het zuiden van de Verenigde Staten en in Panama. Tussen augustus 1847 en juli 1848 nam hij opnieuw voor een korte periode dienst in het leger als kapitein. In 1852 vestigde Tilghman zich in Paducah, Kentucky.

## Amerikaanse Burgeroorlog
Na de uitbreken van de Amerikaanse Burgeroorlog werd Tilghman op 5 juli 1861 benoemd tot kolonel bij het 3rd Kentucky Infantry. Enkele maanden later, op 18 oktober, werd bij bevorderd tot brigadegeneraal in het Confederate States Army. Toen generaal Albert Sidney Johnston een officier zocht om defensieve stellingen en forten te bouwen langs de  Tennessee en Cumberland was hij niet op de hoogte van Tilghmans expertise als ingenieur. Toen de Zuidelijke regering Johnston hierop attent maakte, kreeg Tilghman de verantwoordelijkheid om verschillende forten te bouwen om de rivieren te beschermen. De locaties voor Fort Henry en Fort Donelson werden geselecteerd door brigadegeneraal Daniel S. Donelson, maar het was Tilghman die ze zou bouwen. De locatie voor Fort Henry was slecht gekozen. Het lag in het overstromingsgebied van de Tennessee en het was pas toen het fort reeds in aanbouw was dat Tilghman de fout onderkende. Toch werd het fort afgewerkt en werd er aan de ander zijde van de rivier een kleiner fort geconstrueerd, namelijk fort Heiman. Fort Donelson was beter gesitueerd en de bouw verliep ook vlotter.
Op 6 februari 1862 werd Fort Henry aangevallen door een gecombineerde strijdmacht onder leiding van brigadegeneraal Ulysses S. Grant en de kanoneerboten van vlagofficier Andrew H. Foote. Een deel van het buskruit was door het opkomend water onbruikbaar en Tilghman besefte dat hij dit fort zou moeten opgeven. Hij stuurde het grootste deel van zijn garnizoen naar Fort Donelson. Met een handvol soldaten gaf hij zich daarna over aan Grant en Foote. Tilghman werd krijgsgevangene en opgesloten in Fort Warren in Massachusetts. Fort Donelson werd onder het bevel geplaatst van brigadegeneraal John B. Floyd. Op 16 februari veroverde Grant ook dit fort. Na een uitwisseling met de Noordelijke generaal John F. Reynolds werd Tilghman op 15 augustus vrijgelaten. 
Toen hij in de herfst van 1862 terug bij het leger was, kreeg hij de leiding over een brigade in Mansfield Lovells divisie in het Army of the West onder leiding van Earl Van Dorn. Dit leger werd op 4 oktober 1862 verslagen bij Corinth. Tijdens de Slag bij Champion Hill in de Vicksburgveldtocht in 1863 werd Tilghman geraakt in de borst en overleed ter plaatse.

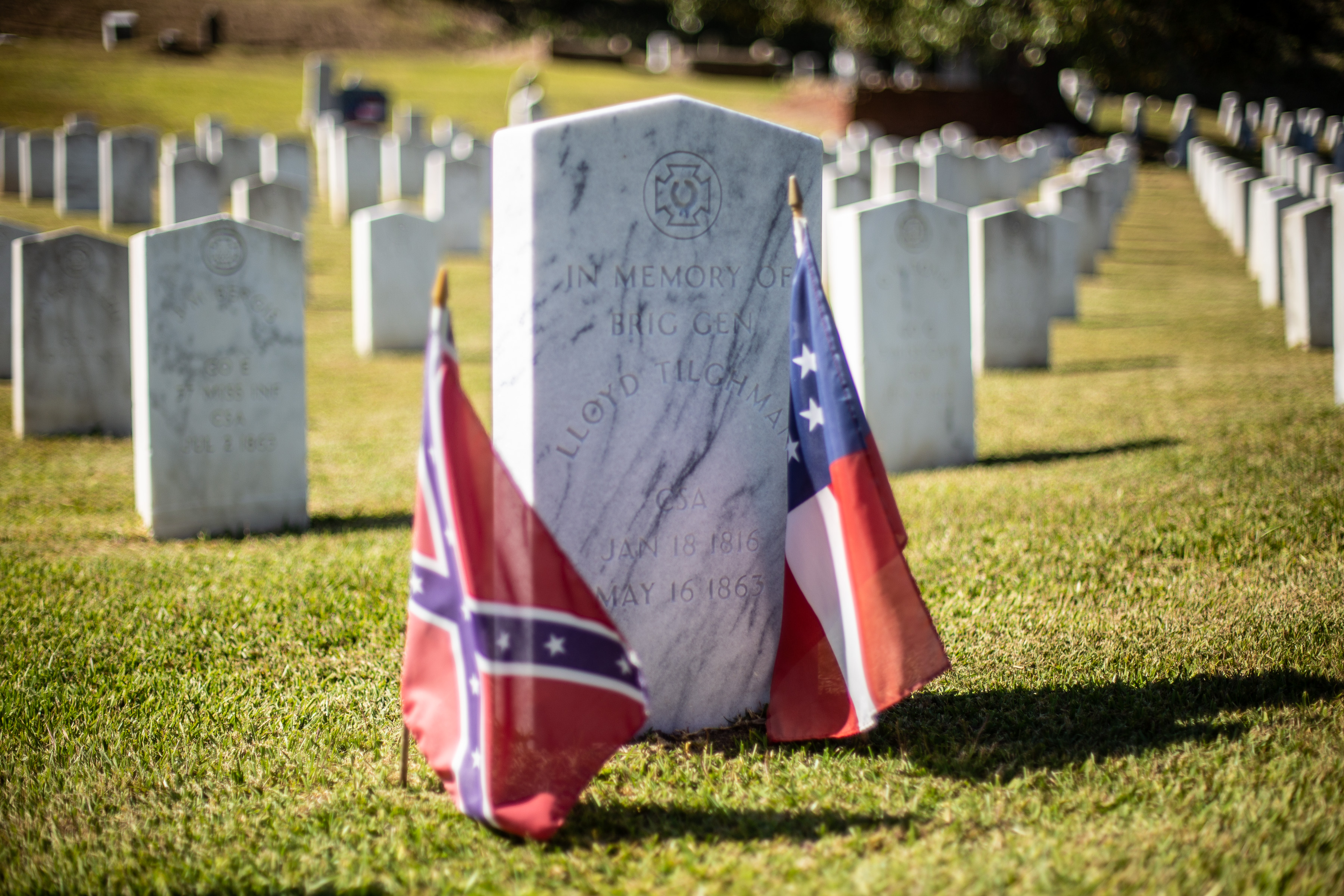
Tilghmans grafsteen op Cedar Hill Cemetery

Tilghman werd begraven op Cedar Hill Cemetery. Zijn lichaam werd in 1902 herbegraven op Woodlawn Cemetery in The Bronx, naast zijn echtgenote.